# Léopoldville (schip, 1929)
De Léopoldville was een passagiersschip van Compagnie Belge Maritime du Congo. Het was gebouwd bij John Cockerill te Hoboken in 1929. De naam is ontleend aan de Congolese stad Léopoldville of Leopoldstad. Tijdens de Tweede Wereldoorlog werd het schip op kerstavond, 24 december 1944, in Het Kanaal getorpedeerd door de U 486, op circa vijf mijl van Cherbourg. Voor deze aanval had de Léopoldville 24 maal Het Kanaal overgestoken waarbij meer dan 120.000 soldaten waren vervoerd.
Op de dag van de aanval had de Léopoldville versterkingen aan boord van het 262e en het 264e regiment, 66e Infanteriedivisie van het Amerikaanse leger voor de Slag om de Ardennen. Van de 2235 Amerikaanse soldaten zijn waarschijnlijk 515 man met het schip ten onder gegaan. Nog 248 stierven door verdrinking, letsel of onderkoeling. Daarnaast overleefden kapitein Charles Limbor en een van zijn Belgische en drie van zijn Congolese bemanningsleden het niet. Een onbekend aantal Britten kwam om.
In 1941 gebruikt om Britse en Gemenebesttroepen vanuit IJsland naar Engeland te verschepen. De Nieuw-Zeelanders hadden het schip de bijnaam 'Altmarck' gegevens wat volgens hen het schip ten goede kwam.